# 江玉歡
江玉歡（英語：Doreen Kong Yuk-foon，1970年7月12日—），香港政治人物及事務律師，禮德齊伯禮律師行前合夥人，現任香港立法會議員（選舉委員會）。

## 背景
江玉歡為孤兒出身，早年生於旺角荔枝角道雷生春留產所，自出生起被養母領養。她就讀中三時遭遇養母離世，並從姨母口中得知自己的身世 ─ 生母把江玉歡賣給江的養父母，至江出生時便將她遺棄於留產所內由養父母帶回家撫養成人；其無血緣關係的姊姊也非養父母的親女兒。江玉歡有1名無血緣關係、較她年長5歲的姊姊。養父於紅磡蕪湖街149號經營「鴻珍燒臘店」，養母為家庭主婦。
她在幼稚園至小學階段居住於旺角豉油街94號唐樓，未滿兩歲便入讀通菜街基德幼稚園。畢業後先入讀洗衣街志潔學校小一年級（1974年），再轉到附近的香港漢文師範同學會附屬學校完成小三至小六學業（1980年小六）。小五至小六時為了學好英語，於是在晚間與同學到旺角火車站旁邊的大同英文夜校（英專部）上學，繼而於1980年升讀西營盤育才中學（中一至中七）。當江玉歡讀小五、小六期間，養父母仳離兼分居，她於是與姊姊及養母遷居通菜街德發大廈。而養母開始以當小販（售賣藥材及植物）和車衣女工來維持家庭生計。江玉歡則自小六起獲養母朋友介紹到佐敦官涌街市一間茶餐廳當暑期員工，負責售賣麵包和當樓面幫補家計。初中到大角咀、紅磡一帶的工廠大廈當暑期工，亦為鄰居的兒女補習，直至大學一年級為止。中三往後因為養母離世，她搬到養父燒臘店內的閣樓與他和祖母同住。
及後，江玉歡中七畢業。當年她在家境不佳的情況下，透過兼職幫補生活完成中七預科課程，且考入香港大學法律系，在校時入住明原堂，同期於一間小型學校任兼職教師主任，以賺取生活費。她在1992年取得法學學士學位後，畢業未幾便在中原地產法律部任職法律主任，負責處理投訴個案，半年後轉投道亨銀行任管理見習生。為了成為專業律師，她於1993年9月修讀法學專業證書（PCLL）學位，1994年取得畢業資格。1994年至1996年間加入關祖堯律師事務所成為實習律師，1996年正式執業，主要執業範疇為香港房地產事務，並處理涉及土地及房地產的法律諮詢事務。
1996年至2003年，江玉歡入職顧愷仁律師事務所。由於該律師樓於2003年重組，她隨後放棄合夥人身份，轉到另一所律師樓工作。2005年3月至2022年加入禮德齊伯禮律師行，離職前是該行的合夥人。期間分別於2004年至2006年及2010年回香港大學攻讀建築系房地產學理學碩士與建築文物保護學理學碩士。2000年代初起到處講學，於香港大學法律系任兼職講師。

## 個人生活
江玉歡13歲開始與當年正就讀香港理工學院會計系二年級，後為其丈夫的 David 拍拖。她升讀中七時與他分開，到大學階段復合，到了1992年於加拿大多倫多註冊結婚。婚後育有2名兒子。江氏最後離婚收場。

## 參與政治
2014年，她發起在高等法院外靜默集會，呼籲參與雨傘革命的人士遵守法庭頒下的臨時禁制令離開佔領區，並指行動是踐踏香港法治，集會有50多名法律界人士參與。同年，她加入新民黨。2015年，她代表新民黨在康山選區參選區議會選舉，最後以1,814票不敵獲2,384的公民黨時任議員梁兆新。2016年，她退出新民黨，並加入曾鈺成牽頭的智庫「香港願景計劃」任顧問。2019年，她當選為香港律師會理事。2020年，林鄭月娥委任她擔任廉政公署防止貪污諮詢委員會的成員。
2021年，江玉歡參與立法會選舉，在選舉委員會界別出選。她關注土地房屋政策，指出會倡議增加土地及房屋供應，如加快公屋興建、加快舊區重建等。在政綱中，江玉歡提及會督促港府盡快就《基本法23條》立法，以及引進「祖國先進基建科技」以提升工程進度及質素。同年12月，她在選舉中以1032票當選為立法會議員。

## 立法會議員工作

### 無跟隨建制派聯署
歐洲時間2022年1月20日，歐洲議會大比數通過《關於香港侵犯基本自由》決議，強烈譴責香港人權狀況惡化，要求港府釋放所政治犯，並撤銷和平示威者的檢控。88個建制派立法會議員聯署強烈譴責歐洲議會，但唯欠本身屬於建制派的江玉歡。江指歐洲議會決議內容稍為長篇，提及不少之前的聲明和文件，需要時間仔細閱讀歐洲議會的決議，自己已在閱讀後草擬了一份英文回應，不過江仍被質疑不理解建制派實際操作，離群不跟大隊展示立場。

### 推行助學計劃
江玉歡在就任立法會議員後，推行名為「阿歡火箭工程」的助學計劃。她承諾於4年任期內，每月以捐出兩成薪金的方式，向4名優秀的基層學生發放一筆過助學金。她指出，計劃可在四年內協助逾百基層學童。

### 為零針人士發聲
在2019冠狀病毒病香港疫情期間，香港政府一度要求身在境外的香港人須完成接種新冠疫苗才可入境，令未完成接種疫苗的港人無法返港，江玉歡一直向政府爭取讓「零針」港人入境。最終政府在2022年9月尾起，容許未完成接種疫苗的境外港人可以登機回港。
2022年9月至10月，七名醫生涉嫌濫發新冠疫苗醫學豁免證明書（免針紙）而被警方拘捕，醫務衞生局其後宣布由該七名醫生發出、仍然有效的逾2萬張免針紙將會失效。江玉歡批評局方做法兒嬉及專橫，破壞法治，間接強迫市民打針。她又斥疫苗通行證令一長一幼受苦，兒童權利受損。
政府修例賦權醫務衞生局局長在特定情況下可廢除「免針紙」，2022年10月26日提交立法會進行「先訂立後審議」程序，同日生效。江玉歡促政府多解說修例廢免針紙目的 質疑疫苗通延長期限。

### 與工聯會決裂
就江玉歡的免針紙言論，工聯會行政會議成員、立法會議員吳秋北暗批江仍在「愛國者治港」的制度下做「猴戲」。江玉歡反駁，指自己作為律師和立法會議員，面對誹謗式的不實指控當然亦會保留一切追究的權利，並表明不再與工聯會合作，早前與工聯會議員設立的聯合辦事處亦將分家。

### 籲用錢解決播錯國歌事件
對於2023年2月世界冰球錦標賽在波斯尼亞播錯國歌引起的一連串爭議，江玉歡形容情況好像「一家人互相指摘」，使冰球員士氣低落。她建議政府直接付費在Google登廣告，將國歌置頂去解決爭議。她在Facebook稱：「當我們能用幾百萬年薪開個公務員位，用幾千萬年薪組織一隊特首政策組，用幾百億起（興建）祇（只）能用五年的簡屋，用幾千億防疫，為什麼不能用有限的錢讓國歌至（置）頂，保護國家尊嚴，讓球隊、體育健兒為港安心作賽？」

## 外部連結
- 江玉歡的Facebook專頁（繁體中文）
- 江玉歡地區事務Facebook專頁（繁體中文）
- 江玉歡官方網站 （页面存档备份，存于） （繁體中文）
- 江玉歡YouTube頻道 （页面存档备份，存于） （繁體中文）

| 香港立法會 | 香港立法會                           | 香港立法會 |
| ---------- | ------------------------------------ | ---------- |
| 新頭銜     | 立法會議員 選舉委員會 2022年1月1日－ | 現任       |